# Manuel Iricíbar
Gerardo Manuel Irícibar (1916-1989) fue un militar argentino, perteneciente al Ejército Argentino, que alcanzó la jerarquía de general de brigada. Durante las dictaduras de Juan Carlos Onganía y Roberto Marcelo Levingston se desempeñó como intendente de la ciudad de Buenos Aires, entre el 8 de septiembre de 1967 y el 1 de marzo de 1971.

## Biografía
Hijo de inmigrantes españoles, egresó del Colegio Militar de la Nación como subteniente de Infantería, llegando a comandante de la tercera división de esa arma en la década de 1960.
Durante la autoproclamada Revolución Argentina fue designado como intendente de Buenos Aires. Durante su gestión se destaca la colocación de la piedra fundamental del hotel Sheraton en junio de 1969. También se comenzó con la impresión de folletos culturales sobre la actividad artística de la ciudad, como también se determinaron los barrios oficiales porteños en cuarenta y seis. También se destaca el puente de la Avenida Juan B. Justo y el comienzo del ensanche de la avenida 9 de julio.
La revista Primera Plana señala que su gestión fue caótica debido a las numerosas demoliciones, baches e inundaciones que iban transformando a la ciudad.